# Dobrovolsk
Pour les articles homonymes, voir Schlossberg.

Dobrovolsk (en russe : Добровольск ; en allemand : Pillkallen, 1938-1945 : Schloßberg ; en lituanien : Pilkalnis) est un village de type rural de l’oblast de Kaliningrad, en Russie, qui fait partie du raïon de Krasnoznamensk. C’était avant 1945 une ville allemande, le chef-lieu de l'arrondissement de Pillkallen faisant partie du district de Gumbinnen, en Prusse-Orientale.

## Géographie
La localité est située dans l'est de la région historique de Prusse (Lituanie prussienne), près de la frontière lituanienne. Dobrovolsk se trouve à environ 45 km au nord-est de Tcherniakhovsk, à 55 km au sud-est de Sovetsk et à 125 km à l'est de Kaliningrad. Les villes voisines de Goussev et Nesterov se trouvent à 30 km au sud et 17 km au sud-ouest.

## Histoire
Des sources locales font savoir que le village a été fondé en 1510. Le premier document écrit mentionnant le lieu de Schlosbergk, le registre foncier de la commanderie de Ragnit, date du 14 septembre 1516. Il est possible que le nom évoque un ancien château-refuge des vieux Prussiens. En 1525, la région fut incorporée, après la sécularisation de l'État teutonique, dans le duché de Prusse. Au cours de la colonisation par des immigrants lituaniens, le nom Pillkallen, d'après lituanien : pilkalnis (« butte »), apparaît pour la première fois en 1545.

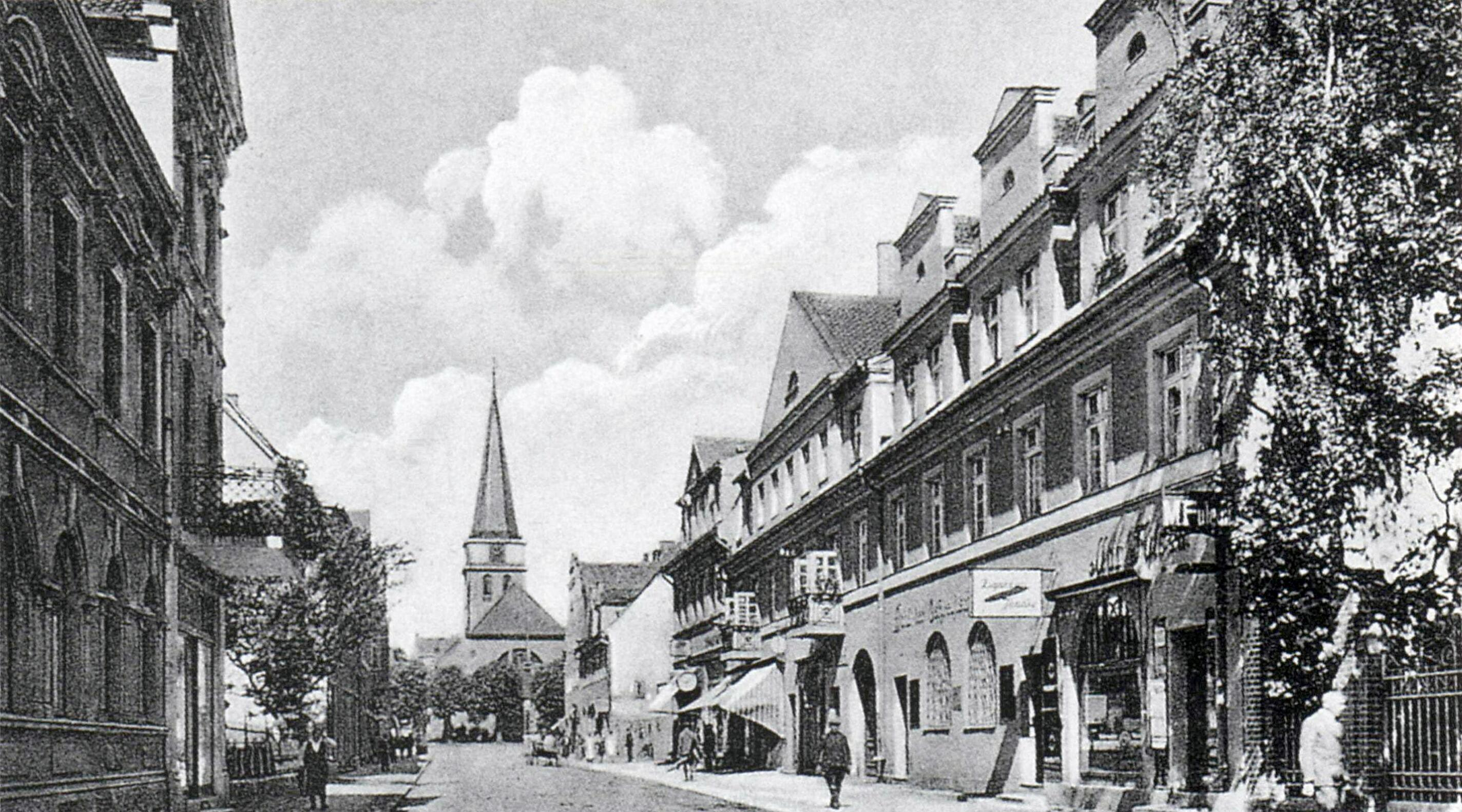
Pillkallen en 1935.

Pillkallen a reçu sa reconnaissance officielle en tant que ville par Frédéric-Guillaume Ier, roi en Prusse en 1725. À partir de 1818, elle est le siège de l'arrondissement de Pillkallen puis dès 1938 de l'arrondissement de Schloßberg-en-Prusse-Orientale, dans la province de Prusse-Orientale.
En 1914, lorsque la Première Guerre mondiale a éclaté, la ville est dévastée par les forces de l'armée impériale russe. Vers la fin de la Seconde Guerre mondiale, Schloßberg est prise par l’Armée rouge du 3e front biélorusse, le 16 janvier 1945, et devient encore une fois le théâtre de combats violents ; elle est reprise à quatre occasions. 
À l'issue des décisions du conference de Potsdam, la localité est annexée par l'Union soviétique. Alors qu’elle n’était plus qu’une ville en ruines, elle a été renommée en 1947 Dobrovolsk (du mot signifiant « engagé volontaire »). C’est devenu un village aujourd’hui.
Un cimetière militaire soviétique de 5 300 tombes rappelle les combats de janvier-avril 1945.

## Cimetières militaires
- Obélisque en souvenir de la guerre franco-prussienne de 1870
- Cimetière militaire de la guerre de 1914-1918 rassemblant des tombes de soldats de l’Armée impériale russe et de l’Armée impériale allemande.
- Cimetière militaire soviétique de la Seconde Guerre mondiale rassemblant 5 300 tombes.

## Démographie
- 1875 : 2 386 habitants
- 1890 : 2 869 habitants, dont 8 catholiques et 34 juifs
- 1910 : 4 347 habitants
- 1939 : 5 833 habitants
- 2010 : 1 693 habitants

## Personnalités
- Erich Dunskus (1890-1967), acteur ;
- Bernd Altenstein (né en 1943), sculpteur et médailleur.